# Anseris Mons
L'Anseris Mons è una struttura geologica della superficie di Marte.